# Clan Ukita
Il Clan Ukita (宇喜多氏?, Ukita-uji) fu un Clan del Giappone feudale presente nella provincia di Bizen, fu fondato da Kojima Takanori (児島高徳?; morto 1382 o 1383) che discendeva dallo Seiwa Genji. 
All'inizio del periodo Sengoku gli Ukita erano servitori del Clan Urakami. Tuttavia verso la fine dello stesso periodo gli Ukita si rivoltarono contro gli Urakami e li scacciarono dalla provincia prendendone il controllo. Dopo aver giurato fedeltà a Toyotomi Hideyoshi divennero molto potenti nell'ovest dell'honshū arrivando a governare anche la provincia di Mimasaka e Bitchū. Successivamente alla morte di Hideyoshi si scontrarono con Tokugawa Ieyasu e durante la campagna di Sekigahara furono tra i principali seguaci di Ishida Mitsunari; dopo la sconfitta persero le loro terre e l'ultimo daimyō fu esiliato.

## Membri importanti del clan[1]
- Ukita Yoshiee (宇喜多 能家?; morto 1534) vassallo degli Urakami, governava una parte della provincia di Mimasaka. Urakami Munekage lo mise a morte.
- Ukita Okiie (宇喜多興家?; morto 1536) Okiie era il figlio maggiore di Yoshiie e succedette al padre nel 1524. Signore del castello di Toishi nella provincia di Bizen, servì la famiglia Urakami. Secondo il Bizen Gunki Okiie non fu un leader molto competente.
- Ukita Naoie (宇喜多 直家?; 1529 -1582) figlio maggiore di Okiee, inizialmente servì Urakami Munekage, ma per vendicare la morte del padre si ribellò e obbligò Munekage a fuggire a Sanuki. Quindi si liberò di Nakayama Nobumasa e di suo cognato Tanigawa Hisataka, rimanendo il solo padrone della provincia di Bizen.
- Ukita Hideie (宇喜多 秀家?; 1573 - 1655) figlio ed erede di Naoie, divenne uno stretto alleato di Toyotomi Hideyoshi incrementando le provincie sotto il suo controllo. Dopo la sconfitta a Sekigahara venne esiliato assieme al figlio Hidekatsu.
- Ukita Tadaie (宇喜多 忠家?; morto 1609) Tadaie fu un fratello minore di Naoie e assistette il fratello in tutte le sue campagne. Fu attivo nella campagna di Toyotomi Hideyoshi nella provincia di Bitchū (1582) e partecipò alla presa dei castelli di Kanmuriyama e Takamatsu. Prese successivamente il cognome Sakazaki.
- Sakazaki Naomori (坂崎 直盛?; 1567 - 1616) noto inizialmente come Ukita Akiee, fu servitore degli Ukita e figlio di Tadaie. Fu costretto a lasciare il clan per una diatriba interna e si unì ai Tokugawa. Si mise in evidenza durante la battaglia di Sekigahara e durante l'assedio di Osaka mise in salvo Sen, nipote di Tokugawa Ieyasu. Gli fu affidato il feudo di Tsuwano (30.000 koku). Commise seppuku nel 1616.